# Гордашовка
Гордашо́вка (укр. Гордашівка, ранее так же Гордашевка) — село в Звенигородском районе Черкасской области Украины.
Население по переписи 2001 года составляло 1125 человек. Почтовый индекс — 20431. Телефонный код — 4731.

## Местная власть
20400, Черкасская обл., Звенигородский р-н, г. Тальное, ул. Соборная, 30б

## История
В XIX веке село Гордашовка было в составе Мошуровской волости Уманского уезда Киевской губернии. В селе была Покровская церковь.